# Ligne 113 (Infrabel)
Pour les articles homonymes, voir Ligne 113.
La Ligne 113 est une ligne de chemin de fer Belge, partiellement fermée et démontée, qui reliait autrefois Manage à Piéton. Mise en service en 1865 par une compagnie privée, elle est utilisée, uniquement entre Bascoup et Piéton, pour desservir l'atelier Infrabel de Bascoup.

## Histoire

### Genèse
En vertu de l'arrêté royal du 8 juin 1863, un dénommé M. Fr. Preud'homme, résidant à Morlanwelz, obtient en concession la construction d'un chemin de fer partant de Piéton et aboutissant entre les stations de Manage et de Seneffe. La plateforme de la ligne doit être construite pour une éventuelle seconde voie, avec des rails de minimum 34 kg/mètre, en pratiquant des tarifs sur la même base que ceux des Chemins de fer de l'État belge, lesquels exploitent déjà la ligne Braine-le-Comte - Manage - Charleroy et La Louvière - Bascoup-État. Elle doit se connecter à la ligne de la Jonction de l'Est (Manage - Nivelles - Wavre) ainsi qu'au futur chemin de Baume à Marchienne, concédé à la compagnie du Centre en 1859.
La Société anonyme du chemin de fer de Manage à Piéton et de ses extensions est finalement constituée par l'arrêté royal du 10 mars 1865 avec un capital initial de 2 400 actions de 500 francs et 4 000 obligations de 500 fr. Son président est Honoré-Édouard Perrot, résidant au château de l'Ormoy à Saint-Laurent près de Vierzon, Fr. Prud'homme est administrateur-délégué et Arthur Warocqué en est le vice-président. Ce dernier a également été administrateur-délégué de la Société anonyme du Charbonnage de Mariemont-Bascoup.

### Mise en service

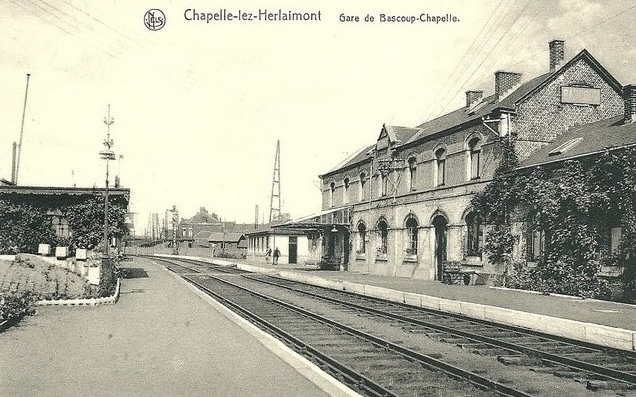
La gare de Bascoup-Chapelle.

La Compagnie de la Jonction de l'Est, dont une bonne part des administrateurs et actionnaires sont anglais, passe un accord pour assurer intégralement l'exploitation de la ligne avec ses trains et son personnel. Cette mesure garantit aux deux compagnies un trafic et des recettes importants.
La ligne est mise en service en deux étapes (Manage - Bascoup-Chapelle le 20 juin 1865 et Bascoup-Chapelle-Piéton le 5 octobre). Elle est équipée de rails de 37 à 38 kilos le mètre et possède une seule gare en dehors de Manage et Piéton : la gare de Bascoup-Chapelle. Il n'y a pas de liaison directe avec la ligne de la Jonction de l'Est en direction de Seneffe mais un passage inférieur a été ménagé sous la ligne Manage - Charleroi.
L’État belge prolongera la même année sa ligne de La Louvière à Bascoup pour atteindre la nouvelle gare, située à près de 500 mètres de là. À Piéton, la Compagnie du Centre a mis en service sa ligne vers Marchienne-au-Pont et Haine-Saint-Pierre le 7 janvier 1865.

### Nationalisation
Le Manage-Piéton, la Jonction de l'Est et la Compagnie du Centre font partie des exploitants ferroviaires qui se regrouperont au sein de la Société générale d'exploitation de chemins de fer (SGE), constituée le 1er janvier 1867, au sein de laquelle, la Compagnie des chemins de fer des bassins houillers du Hainaut de Simon Phillippart joue un rôle central. Cependant, l’État, craignant les prétentions de ce grand groupe ferroviaire, négocie par la convention du 25 avril 1870 le rachat à bon prix de la plupart des compagnies de la SGE totalisant pour 601 km de lignes, de nombreux cheminots, les gares, les locomotives et le matériel remorqué. Cette mesure entre en effet le 1er janvier 1871.
Les Chemins de fer de l'État belge mettent la ligne à double voie[réf. souhaitée] et ajoutent trois haltes : Bellecourt (ouvrant le 1er décembre 1884), Beauregard (1er mars 1906) et Chapelle-lez-Herlaimont (inaugurée à une date inconnue). En 1912, un atelier central dévolu à l'entretien et à la construction d'appareils de voie est mis en fonctionnement à Bascoup.
En 1873 est mise en service une ligne de 3,4 km (ligne industrielle 265) desservant les forges de Bellecourt et aboutissant à un canal en impasse embranché sur le Canal Charleroi-Bruxelles pour desservir plusieurs industries : la Branche de Bellecourt. Cette ligne perdurera jusqu'en 1978.
À partir des années 1960, les lignes affluentes à la ligne 113 ferment les unes après les autres et le trafic des marchandises n'est plus que l'ombre de lui-même. Les trains de voyageurs, assurés par des autorails série 45 ou 46, disparaissent finalement avec l'instauration du plan IC-IR le 3 juin 1984. Les trois gares restantes ferment alors (celle de Beauregard avait été supprimée dès 1921) et la section Bellecourt - Manage est démontée dans la foulée. Le 24 septembre 1987, c'est la section Bascoup - Bellecourt qui est fermée à tous trafics laissant seulement celle de Piéton à Bascoup pour la desserte des ateliers.

## Utilisation
La ligne permettait d'évacuer la production des nombreux charbonnages de la région, d'alimenter et de desservir les usines alentour et d'assurer une desserte voyageurs locale, connectée à ses deux extrémités aux lignes Charleroi - La Louvière (112 et 117). La ligne 141 constituait son prolongement pour atteindre Bruxelles et Anvers.
Le déclin de l'industrie et la fermeture des mines de charbon a entraîné la fermeture de nombreuses lignes ferroviaires, dont la section Manage - Piéton.
Le trafic est désormais entièrement lié à l'atelier Infrabel de Bascoup, lequel fabrique des aiguillages, pièces et appareils de voie lesquels sont acheminés en une seule pièce sur des wagons spéciaux, empruntant la ligne 113 entre Bascoup et Piéton. L'atelier est lui-même alimenté en pièces et longs rails soudés.